# Hanna Jallouf

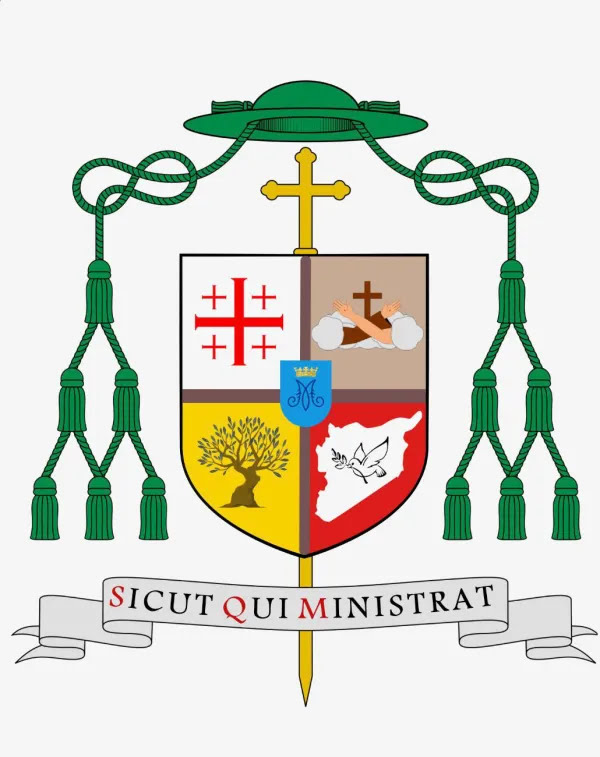
Bischofswappen von Hanna Jallouf

Hanna Jallouf OFM (* 16. Juli 1952 in Knayeh) ist ein syrischer römisch-katholischer Ordensgeistlicher und Apostolischer Vikar von Aleppo.

## Leben
Hanna Jallouf trat der in der Kustodie des Heiligen Landes der Ordensgemeinschaft der Franziskaner bei und studierte in Assisi Philosophie und Theologie. Außerdem erwarb er in Beirut ein Lizenziat in Geschichtswissenschaft sowie an der Päpstlichen Universität der Salesianer ein Lizenziat in Jugendpastoral und Katechetik. Er legte am 17. Februar 1979 die ewige Profess ab und empfing am 29. Juni desselben Jahres das Sakrament der Priesterweihe.
Nach der Priesterweihe war er bis 1982 Vizerektor des Terra Sancta College in Amman, dessen Rektor er später von 1992 bis 2001 war. Von 1982 bis 1987 war er Rektor des Knabenseminars der Franziskaner in Aleppo. Ab 2001 war er Ordensoberer und Pfarrer in Knayeh und Jisser El Chougur.
Papst Franziskus ernannte ihn am 1. Juli 2023 zum Apostolischen Vikar von Aleppo. Der Präfekt des Dikasteriums für die orientalischen Kirchen, Erzbischof Claudio Gugerotti, spendete ihm am 17. September desselben Jahres in der Franziskuskirche in Aleppo die Bischofsweihe. Mitkonsekratoren waren der Apostolische Nuntius in Syrien, Mario Kardinal Zenari, und der lateinische Patriarch von Jerusalem, Pierbattista Pizzaballa OFM.